# Marcus Aemilius Lepidus (triumvir)
Marcus Aemilius Lepidus (90 př. n. l. – 13 př. n. l.) byl patricijský římský politik z rodiny Lepidus z rodu Aemilius. Společně s pozdějším císařem Augustem a Marcem Antoniem vládl v období druhého triumvirátu. Kromě funkce triumvira byl také dvakrát zvolen římským konzulem v letech 46 př. n. l. a 42 př. n. l. Byl syn Marca Aemilia Lepida, který proslul svým povstáním proti římskému senátu a proti republice, což nakonec vedlo k jeho smrti ve vyhnanství na Sardinii.
Triumvir Marcus Aemilius Lepidus byl jeden z největších přívrženců Julia Caesara. Svou kariéru započal v roce 49 př. n. l. jako praetor, kdy dohlížel na chod Říma místo Caesara, který pochodoval proti Pompeiovi do Hispánie. Hned po Pompeiově porážce na východě v roce 46 př. n. l. byl Lepidus za své zásluhy zvolen druhým římským konzulem (prvním se stal Caesar). V únoru roku 44 př. n. l. zvolil senát Caesara doživotním diktátorem, a ten jmenoval Lepida jako svého zástupce. Jejich přátelství trvalo až do Caesarova zavraždění senátory v čele s Brutem a Longinem, ke kterému došlo 15. března 44 př. n. l..
Po Caesarově vraždě se Lepidus spojil s Marcem Antoniem, aby pomstili smrt jejich diktátora. Společně s Caesarovým prasynovcem a jeho nástupcem Octavianem vytvořili v říjnu roku 43 př. n. l. v Bologni (dříve Bononia) druhý triumvirát, který byl oficiálně nazván Triumviri Rei Publicae Constituendae Consulari Potestate, což se dá volně přeložit jako Vláda tří mužů k nastolení pořádku v republice. Na rozdíl od prvního triumvirátu byl tento oficiálně vyhlášen a částečně paralyzoval moc senátu skrz moc konzulů, čímž došlo k definitivnímu zániku římské republiky. Právě hned prvním konzulem po utvoření triumvirátu se stal podruhé Marcus Aemilius Lepidus.
V roce 38 př. n. l. byla smlouva o vládě tří triumvirů prodloužena o dalších pět let až do roku 33 př. n. l. Během bitvy u Filippoi v Makedonii, v níž byl poražen spolek Bruta a Cassia, zůstal Lepidus v Římě a mezitím převzal vládu nad západními provinciemi Hispánie a Afriky. Tím byl neoficiálně odsunut ze správy římské říše k obyčejným administrativním záležitostem. Po bitvě u Filippoi se snažil distancovat se od stále se prohlubujících sporů mezi Octavianem a Marcem Antoniem. Avšak v roce 36 př. n. l. se Lepidus pokusil zmocnit se Octavianových vítězných legií, čímž mu dal záminku, kterou Octavianus nutně potřeboval. Lepidus byl obviněn ze snahy o státní převrat a byl vyloučen z triumvirátu. Zároveň byl zbaven všech funkcí až na Pontifex Maximus, který mu zajišťoval titul nejvyššího velekněze až do smrti. Po událostech v Římě odešel do exilu na jih Itálie do Circeii (dnešní Circello), kde zemřel v roce 13 př. n. l. již za vlády císaře Augusta.